# División de Honor femenina de balonmano 1999-00
La División de Honor femenina de balonmano 1999-2000 fue la cuadragésimo tercera edición de la División de Honor Española. Se proclamó campeón el Milar.

## Equipos participantes
| Equipo                        | Localización  | Estadio                                        | Capacidad |
| ----------------------------- | ------------- | ---------------------------------------------- | --------- |
| Mar Alicante                  | Alicante      | Pabellón Colegio Agustinos                     | 600       |
| MILAR Sagunto                 | Sagunto       | René Marigil                                   | 600       |
| ALSA Elda Prestigio           | Elda          | Polideportivo Ciudad de Elda Florentino Ibáñez | 2 000     |
| El Ferrobús Mislata           | Mislata       | Pabellón de Deportes Maritim                   | 800       |
| Resinfer Maritim              | Valencia      | Pabellón de Deportes de Mislata                | 1 000     |
| Famadesa Málaga Costa del Sol | Málaga        | Pabellón José Luis Pérez Canca                 | 1 788     |
| Vícar Goya Jarquil            | Vícar         | Pabellón Municipal de Vícar                    | 1 500     |
| C. B. Ro'casa                 | Telde         | Pabellón Insular Antonio Moreno                | 600       |
| Lanzamar Tahiche              | Tahiche       | Pabellón de Teguise                            | 400       |
| Deportivo Gijón BM            | Gijón         | Pabellón de Deportes La Tejerona               | 900       |
| Caja Cantabria Universidad    | Santander     | Pabellón Municipal de La Albericia             | 4 000     |
| Manufacturas Teleno León      | León          | Palacio de los Deportes de León                | 6 000     |
| Lleidatana de Handbol         | Lérida        | Pabellón Barris Nord                           | 6 100     |
| Juventud Leganés - Royne      | Leganés       | Pabellón Manuel Cadenas                        | 1 200     |
| Club Balonmano Porriño        | Porriño       | Pabellón Municipal de Porriño                  | 1 692     |
| Akaba Bera Bera               | San Sebastián | Polideportivo Municipal Bidebieta              | 682       |

## Sistema de competición
Los 16 equipos participantes se dividieron en grupos de 8 y se jugó por el sistema de liga, todos contra todos, a doble vuelta dentro de cada grupo. Tras la primera fase, se establecieron dos grupos, uno por el título y otro por la permanencia.

### Grupo por el título
Los cuatro primeros equipos clasificados de cada grupo de la primera fase formaron un grupo de ocho equipos. Se jugó bajo un sistema de liga a doble vuelta.
La clasificación final obtenida en la fase anterior daba un baremo de puntos, que era con los que se empezaba la segunda vuelta: el primer clasificado, 4 puntos; el segundo, 3 puntos; el tercero, 2 puntos y el cuarto clasificado pasaba con un punto. Es decir, no se tenían en cuenta los resultados habidos entre los equipos del mismo grupo de la 1.ª Fase.
El campeón fue el Milar.

### Grupo por la permanencia
Los equipos clasificados 5.º, 6°, 7.º y 8.º de cada grupo de la primera fase formaron un grupo de ocho equipos y se jugó bajo el sistema de liga a doble vuelta (todos contra todos), teniendo en cuenta las mismas premisas iniciales que en el Grupo por el Título.

### Descensos
Descendieron automáticamente los dos últimos clasificados en el grupo por la permanencia, el Bm. Mar de Alicante y el Deportivo Gijón Bm. Promocionaron para la permanencia el 5.º y 6.º clasificado, Resinfer Maritim y Balonmano Porriño contra los dos equipos de Primera División, el Elche Parque Industrial y el Itxako. El Elche  permaneció en División de Honor e Itxako ascendió.
Renunció el Caja Cantabria Universidad y se invitó a laAD Sagardia

## Acceso a competiciones europeas
| Equipo                                                       | Competición       |
| ------------------------------------------------------------ | ----------------- |
| Millar y El Ferrobús Mislata                                 | Liga de Campeones |
| Alsa Elda Prestigio y Club Balonmano Rocasa                  | Recopa de Europa  |
| Akaba Bera Bera, Vívar Goya Jarquil y Juventud Leganés Royne | Copa EHF          |

## Clasificación
| Pos. | Equipo                     | J  | G  | E | P  | GF  | GC  | P   | Dif |
| ---- | -------------------------- | -- | -- | - | -- | --- | --- | --- | --- |
| 1    | Bm. ALSA Elda Prestigio    | 14 | 13 | 0 | 1  | 358 | 257 | 101 | 26  |
| 2    | Vicar Goya Jarquil         | 14 | 12 | 0 | 2  | 326 | 268 | 58  | 24  |
| 3    | Bm. Rocasa                 | 14 | 9  | 1 | 4  | 327 | 275 | 52  | 19  |
| 4    | Juventud Leganés - Royne   | 14 | 6  | 1 | 7  | 323 | 358 | -35 | 13  |
| 5    | Bm. Mar de Alicante        | 14 | 5  | 0 | 9  | 291 | 320 | -29 | 10  |
| 6    | Caja Cantabria Universidad | 14 | 3  | 2 | 9  | 293 | 326 | -33 | 8   |
| 7    | A. Lleidatana D'Handbol    | 14 | 3  | 1 | 10 | 313 | 355 | -42 | 7   |
| 8    | Deportivo Gijón Bm         | 14 | 2  | 1 | 11 | 270 | 342 | -72 | 5   |

| Pos. | Equipo                        | J  | G  | E | P  | GF  | GC  | P    | Dif |
| ---- | ----------------------------- | -- | -- | - | -- | --- | --- | ---- | --- |
| 1    | Milar                         | 14 | 13 | 1 | 0  | 493 | 287 | 206  | 27  |
| 2    | El Ferrobus Mislata           | 14 | 12 | 1 | 1  | 459 | 271 | 188  | 25  |
| 3    | Akaba Bera Bera               | 14 | 10 | 0 | 4  | 373 | 330 | 43   | 20  |
| 4    | Manufacturas Teleno León Bm   | 14 | 7  | 0 | 7  | 327 | 372 | -45  | 14  |
| 5    | Balonmano Porriño             | 14 | 4  | 1 | 9  | 309 | 361 | -52  | 9   |
| 6    | Lanzamar Tahiche              | 14 | 3  | 0 | 11 | 302 | 399 | -97  | 6   |
| 7    | Resinfer Maritim              | 14 | 3  | 0 | 11 | 282 | 421 | -139 | 6   |
| 8    | Famadesa Málaga Costa del Sol | 14 | 2  | 1 | 11 | 290 | 394 | -104 | 5   |

| Pos. | Equipo                      | J  | G  | E | P  | GF  | GC  | P    | Dif |
| ---- | --------------------------- | -- | -- | - | -- | --- | --- | ---- | --- |
| 1    | Milar                       | 14 | 12 | 1 | 1  | 449 | 334 | 115  | 29  |
| 2    | El Ferrobus Mislata         | 14 | 12 | 0 | 2  | 395 | 292 | 103  | 27  |
| 3    | Bm. ALSA Elda Prestigio     | 14 | 10 | 1 | 3  | 334 | 310 | 24   | 25  |
| 4    | Bm. Rocasa                  | 14 | 7  | 1 | 6  | 364 | 361 | 3    | 17  |
| 5    | Akaba Bera Bera             | 14 | 6  | 0 | 8  | 340 | 345 | -5   | 14  |
| 6    | Vicar Goya Jarquil          | 14 | 4  | 2 | 8  | 286 | 329 | -43  | 13  |
| 7    | Juventud Leganés - Royne    | 14 | 1  | 1 | 12 | 293 | 400 | -107 | 4   |
| 8    | Manufacturas Teleno León Bm | 14 | 0  | 2 | 12 | 322 | 412 | -90  | 3   |

| Pos. | Equipo                        | J  | G | E | P | GF  | GC  | P   | Dif |
| ---- | ----------------------------- | -- | - | - | - | --- | --- | --- | --- |
| 1    | A. Lleidatana D'Handbol       | 14 | 9 | 3 | 2 | 372 | 327 | 45  | 23  |
| 2    | Lanzamar Tahiche              | 14 | 8 | 1 | 5 | 329 | 308 | 21  | 20  |
| 3    | Caja Cantabria Universidad    | 14 | 6 | 2 | 6 | 346 | 351 | -5  | 17  |
| 4    | Famadesa Málaga Costa del Sol | 14 | 7 | 2 | 5 | 334 | 328 | 6   | 17  |
| 5    | Balonmano Porriño             | 14 | 6 | 0 | 8 | 289 | 311 | -22 | 16  |
| 6    | Resinfer Maritim              | 14 | 6 | 1 | 7 | 346 | 352 | -6  | 15  |
| 7    | Bm. Mar de Alicante           | 14 | 3 | 3 | 8 | 311 | 33  | -22 | 13  |
| 8    | Deportivo Gijón Bm            | 14 | 4 | 2 | 8 | 319 | 336 | -17 | 11  |

## Promoción por el ascenso
Para ascender a la División de Honor o permanecer en la misma se enfrentaron los equipos del Balonmano Porriño, que mantuvo el puesto en División de Honor y el Itxako se impuso al Resinfer Maritim, que bajó a primera división.